# Али Мурад-шах
Али Мурад-шах (прослушатьо файле; ум. 11 февраля 1785) — шах Персии (Ирана) из династии Зендов (1781—1785). Сын Олла Мурада Кайтус-хана и племянник Карим-хана Зенда.

## Биография
В 1779 году после смерти Карим-хана Зенда, фактического правителя Ирана (1763—1779), началась междоусобная борьба за власть между его сыновьями и братьями. Ещё при жизни Карим-хан Зенд назначил своим преемником старшего сына Абу-л-Фатха (1755—1779). Его поддерживал дядя Заки-хан. Вскоре против нового правителя Абу-л-Фатха выступил другой дядя Насер Али-хан и несколько двоюродных братьев. Заки-хан подавил восстание, умертвил всех претендентов на трон и их сторонников. В том же 1779 году Заки-хан возвел на престол вместе с Абу-л-Фатхом его младшего брата и своего зятя Мухаммад Али-хана (1760—1779), но всю фактическую власть сосредоточил в своих руках. В том же 1779 году против Заки-хан поднял восстание другой брат Садик-хан, правитель Фарса. Заки-хан отразил его нападение и в июне низложил своего племянника Абу-л-Фатха. Вскоре Заки-хан отправил своего племянника Али Мурада в поход против Каджаров. Однако Али Мурад поднял восстание против своего дяди. Заки-хан выступил в поход против племянника, но был убит собственными солдатами.
Али Мурад занял Шираз, сверг своего двоюродного брата Мухаммад Али-хана и восстановил на престоле Абу-л-Фатха. В августе того же 1779 года Садик-хан занял Шираз, сверг и ослепил своего племянника Абу-л-Фатха. Садик-хан провозгласил себя правителем Шираза и Южного Ирана. В 1780 году Садик-хан назначил своего сына Джафара беглербегом Исфахана. Тогда же Али Мурад-шах объявил себя правителем Исфахана и выступил против своего дяди Садик-хана. Али Мурад нанес два поражения Садик-хану и после длительной осады взял Шираз. В марте 1781 года Садик-хан был взят в плен казнен. Али Мурад объявил себя шахом Персии и сделал своей столицей Исфахан.
В феврале 1785 года во время одного из походов против Ага Мохаммед Каджара Али Мурад-шах скончался. Новым шахом стал его двоюродный брат Джафар-шах (1785—1789), сын Садик-хана. Джафар-шах вел неудачную борьбу против Ага Мохаммед Каджара. В том же 1785 году Джафар-шах был изгнан каджарами из Исфахана и отступил в Шираз, который избрал своей новой столицей.